# Плассенбург
Крепость Пла́ссенбург (нем. Plassenburg) — крепость Гогенцоллернов, расположенная на холме над городом Кульмбахом на севере Баварии.
Плассенбург, одновременно княжеская резиденция и крупная крепость — одна из наиболее впечатляющих исторических построек Баварии. «Прекрасный двор» (Schöner Hof) с его богато украшенными аркадами насыщен атмосферой властной резиденции времён Немецкого Возрождения. Внешние крепостные сооружения (стены, башни и бастионы) являются иллюстрацией тех усилий, которые требовались князьям для того, чтобы оставаться политически независимыми во время Реформации. Сила и притязания бургграфов Нюрнберга и маркграфов Бранденбурга нигде не очевидны так, как в этом замке. Начиная с 1338/40 и до 1791 года крепость Плассенбург являлась официальной резиденцией франконской ветви династии Гоненцоллернов и, после этого, прусской крепостью до 1806 года.
Великолепный архитектурный комплекс в том виде, который он имеет в настоящее время, возводился начиная с 1557 года для маркграфа Георга Фридриха кульмбахским архитектором Каспаром Фишером, после того как первоначальное здание, располагавшееся на этом месте, было разрушено во Второй маркграфской войне. На месте маленького замка, который был основан до 1135 года графами Андексскими, Фишер создал представительный комплекс, состоящий из четырёх крыльев, укреплённый со стороны холма массивными бастионами. Сегодня Плассенбург, расположенный высоко на холме над городом Кульмбахом, является культурным центром региона Верхнего Майна. После разрушения в 1806 году фортификационных сооружений по приказу Наполеона замок служил до 1928 года в качестве тюрьмы и исправительно-трудового лагеря. Во время Второй мировой войны крепость была использована в качестве тренировочного лагеря.

## История
Первое письменное упоминание о крепости относится к 1135 году.
Крепость была построена как укрепительное сооружение, до середины XVI века была административным центром княжества Плассенбург, которым владела кульмбахская (байрейтская) ветвь дома Гогенцоллернов.
В 1470—1471 годах в крепости жил Фридрих II Бранденбургский.
В период с 1542 по 1550 году итальянский архитектор с 150 итальянскими каменщиками построили в крепости три современных итальянских бастиона.
В 1554 году, во время Второй маркграфской войны, крепость выдержала семь месяцев осады, после чего капитулировала.
29 апреля 1604 года в крепости принцесса Мария Прусская сыграла свадьбу с Кристианом Бранденбург-Байрейтским.
В 1705 году стал комендантом крепости стал Эрхард Эрнст фон Рёдер.
В 1806 году в войне Наполеона против Пруссии Плассенбург был осажден в последний раз в своей истории.
В 1810 город Кульмбах перешёл к баварской короне, а крепость использовалась в качестве тюрьмы и военного госпиталя.
В настоящее время замок Плассенбург используется для проведения выставок, показа музейных и специальных коллекций. Свободное Государство Бавария и город Кульмбах содержат здесь четыре различных музея под одной крышей.

## Музеи замка Плассенбург
Музей «Гогенцоллерны во Франконии» располагается в сохранённых исторических помещениях XVI века с впечатляющими интерьерами и мебелью. Князья и короли из династии Гогенцоллернов значительно влияли на ход германской истории. Музей в замке Плассенбург документирует историю этой семьи, изначально бургграфов Нюрнберга, которая усилилась во Франконии и правила здесь до 1806 года. Управляя из двух центров — Ансбаха и Кульмбаха/Байрёйта, они определяли развитие Средней и Верхней Франконии путём поддержки Реформации, поощряя расселение здесь французских протестантов-гугенотов и проводя экономические реформы. Франкония была для Гогенцоллернов экономической и военной базой экспансии в Бранденбург и Пруссию. Когда франконская наследственная линия Гогенцоллернов пресеклась (Карл Александр Бранденбург-Ансбахский, последний маркграф франконских княжеств Бранденбург-Ансбах и Бранденбург-Байрёйт, тайным договором передал их Пруссии), прусские короли вступили во владения родными землями Франконии, которыми они правили с 1792 по 1806 годы. Музей, который расположен во внутренних покоях великолепной княжеской резиденции XVI века, иллюстрирует жизнь князей Гогенцоллернов эпохи барокко. Экспозиция прослеживает развитие династии начиная со Средних Веков, через два маркграфства XVII и XVIII веков к прусскому господству и демонстрирует стремление прусских королей сохранить франконское наследие своей семьи. Музей был основан совместно «Домом баварской истории» и Государственными Коллекциями Баварии при участии Музея Баварской Армии.
Музей «Армия Фридриха Великого» содержит образцы прусского оружия и военного снаряжения начиная с 1700 по 1806 годы. Музей в наиболее важной крепости Гогенцоллернов в Баварии имеет крупнейшую из существующих коллекцию старого прусского оружия и военного снаряжения за период с 1700 по 1806 годы, которая демонстрируется в 32 стеклянных витринах. Экспозиция музея документальными историческими источниками иллюстрирует внешний облик и внутреннюю структуру прусской армии, которая меняла ход истории на полях сражений Европы XVIII века и фокусирует внимание посетителей, в частности, на времени Фридриха Великого (годы правления 1740—1786). В деталях описываются повседневная жизнь пехоты и кавалерии, так же как и социальная структура вооружённых сил Пруссии. Главными выставочными экспонатами являются огнестрельное оружие, сабли, знамёна и картины. Музей был основан при участии коллекционера и историка Берндта Виндсхаймера (Bernd Windsheimer).
«Немецкий музей оловянных фигур» обладает крупнейшей коллекцией оловянных фигур в Германии, включая диораму с наиболее крупными в мире фигурами: «Разрушение Кульмбаха в день Святого Конрада 26 ноября 1553 года».
В «Ландшафтном музее региона Верхнего Майна» на примере большого количества разнообразных экспонатов показана история и природа города Кульмбаха и окружающего региона.